# Greng
Greng is een gemeente en plaats in het Zwitserse kanton Fribourg, en maakt deel uit van het district See/Lac.
Greng telt 175 inwoners.